# Conselho da Ordem dos Advogados e das Sociedades Jurídicas da Europa
O Conselho da Ordem dos Advogados da Europa (CCBE) é uma associação que congrega as ordens dos advogados de 32 países europeus, incluindo os da União Europeia, do Espaço Económico Europeu, da Suíça, do Reino Unido e mais onze associados e membros observadores. Representando aproximadamente um milhão de advogados europeus, o CCBE atua primariamente diante das instituições da UE, além de outras organizações internacionais. Trata-se de uma organização internacional sem fins lucrativos (AISBL) de direito belga, com sede em Bruxelas.